# しんせい ほんの森
しんせい ほんの森（しんせい ほんのもり）は、岐阜県本巣市にある公共図書館。条例上の名称は本巣市図書館である。

## 概要
元は本巣郡真正町の図書館である真正町図書館である。しんせい ほんの森の名称は真正町図書館の頃から使用されている名称である。2004年（平成16年）2月1日、本巣郡本巣町、真正町、糸貫町、根尾村が合併し本巣市が発足に伴い、本巣市図書館しんせい ほんの森となる。
建物は鉄筋平屋建てであり、建築面積は1128.48m2延床面積は1028.60m2。1995年（平成7年）3月30日着工、同年10月31日完成。1996年（平成8年）4月29日に竣工式が行われた。
2019年度（令和元年度）末時点の分総蔵書数は144,462冊である。

## 施設概要
- お話コーナー
- 児童閲覧テーブル
- 児童図書コーナー
- ブラウンジングコーナー
- 読書コーナー
- 一般書コーナー
- AVコーナー
- 読書室
- 多目的室
- 閉架書庫

## 利用案内
- 開館時間：10：00 - 18：00
- 休館日：月曜日（当日が祝日の時は翌日）、休日の翌日（土・日曜日・休日と重なる場合を除く）、毎月末日（12月を除く、当該日が土・日曜日、月曜日、休日及び月曜振替休館日に当たるときは、翌月の土・日曜日、月曜日、休日及び月曜振替休館日以外の最初の日）、年末年始（12月28日 - 1月3日）
- 貸出
  - 貸出点数：1人10点まで（ただしビデオは1点まで、CDは2点まで）
  - 貸出期間：14日間

## 交通アクセス

### 公共交通機関
- 岐阜バス真正大縄場線「真正分庁舎」バス停より徒歩約2分
  - JR東海道本線・高山本線岐阜駅（JR岐阜駅バスターミナル）、名鉄名古屋本線・各務原線名鉄岐阜駅（名鉄岐阜のりば）より【O81】「イオンタウン本巣」、【O85】「大野バスセンター」行き
- 本巣市市営バス真桑線「真正分庁舎」バス停より徒歩約2分

### 自動車
- 東海環状自動車道大野神戸ICから県道53号を東進、「軽海城前」交差点を北上。

## 周辺施設
- 本巣市役所真正分庁舎
- 本巣市民文化ホール
- 本巣市立真正中学校
- 本巣市立真桑小学校
- 軽海西城址
- 軽海神社

## 分室
- 根尾図書室（根尾）、糸貫図書室（糸貫）、本巣図書室（本巣）の3ヶ所があり、それぞれ根尾公民館（根尾板所625番地1）、糸貫公民館（三橋1106番地6）、本巣公民館（文殊324番地）にある[7]。
- 開館時間は9：00 - 17：00。休館日は月曜日（当日が祝日の時は翌日）及び年末年始（12月29日 - 1月3日）。
- 貸出点数及び期間は、本館（しんせい ほんの森）と同じである。